# Карлсруе (лек крайцер, 1912)
Карлсруе (на немски: SMS Karlsruhe) е лек крайцер на Императорските военноморски сили от времето на Първата световна война. Главен кораб на серия от два еднотипни кораба. Заложен е на 21 септември 1911 г. в корабостроителницата „Германия“ в град Кил, спуснат е на вода на 11 ноември 1912 г., влиза в строй на 12 януари 1914 г. под командването на капитан 2-ри ранг Ф. Людеке.
По време на войната действа като рейдер в южния Атлантик (командир – капитан 2-ри ранг Е. Келер), пленява 17 търговски съда.
Разрушен е на 4 ноември 1914 г. от мощен взрив на борда, жертви на който стават 133 члена на екипажа. Причините за взрива са неясни и до днес.

## Коментари
1. ↑  Всички данни са към момента на влизането в строй.
2. ↑  Според немската класификация те се обозначават като малки крайцери (на немски: Kleiner Kreuzer).